# Acrostatheusis sanaga
Acrostatheusis sanaga là một loài bướm đêm trong họ Geometridae.